# LaCoste (Teksas)
LaCoste – miasto w Stanach Zjednoczonych, w stanie Teksas, w hrabstwie Medina.